# Lars Gårdfeldt
Lars Erik Gårdfeldt, född 18 april 1965 i Kristinehamn, är en svensk författare, präst och HBTQ-aktivist.
Lars Gårdfeldt är präst i Svenska kyrkan och aktiv inom debatten kring homosexuellas rättigheter. Bland annat har han engagerat sig i kampen för homosexuellas rätt till kyrkliga bröllop samt debatterat kring homosexualitet i Bibeln. Han har erhållit titeln Årets kämpe på Gaygalan 2004, och även mottagit Allan Hellman-priset. 2004 gav han ut H.O.M.O. - en helgonkalender tillsammans med fotografen Elisabeth Ohlson Wallin. Året därpå gavs hans doktorsavhandling, Hatar Gud bögar?, ut; vilken delvis är en fördjupning av H.O.M.O. - en helgonkalender. Avhandlingen är en teologisk analys som inkluderar personer av olika sexuella minoriteter. Den presenterar tolv olika essäer om helgon som till exempel Heliga Birgitta, Jeanne d'Arc och Sankta Lucia.
År 2009 bytte han genre för sitt skrivande och skrev tillsammans med sin yngre bror Niklas sin första roman. Denna, som han kallar för en pulp-roman, handlar om en ung man som reser till Köpenhamn och innehåller flera erotiska scener mellan olika män.
Gårdfeldt har varit aktiv inom socialdemokraterna men inför riksdagsvalet 2014 bytte han parti och ställde upp som riksdagskandidat för Feministiskt Initiativ.
2020 mottog Gårdfeldt Kaj Heino-priset från West Pride.
2021 blev Gårdfeldt uppmärksammad efter att ha meddelat att hen inte längre viger heterosexuella par. Sedan 2023 viger Gårdfeldt åter heterosexuella par, men enbart i de stift där biskopen inte prästviger personer som vägrar viga homosexuella par.